# FN FAL
El FN FAL (acrònim de Fusell Automatique Léger, Fusell Automàtic Lleuger en francès) és un fusell de batalla o fusell de combat calibri 7,62 mm, de càrrega i tret automàtic, de foc selectiu, dissenyat per la indústria d'armaments belga Fabriqui Nationale de Herstal (FN) a finalitats dels anys 40 i produït des de principis dels cinquanta fins a l'actualitat.

## Descripció
És un dels fusells més coneguts i utilitzats del món, una veritable llegenda de les armes de foc. Es @tratar un fusell que va marcar la història del segle XX: va ser adquirit i àmpliament usat per les forces de més de 90 països, sent produït en almenys 10 d'ells. I encara que ara sembli ser obsolet, encara és utilitzat per molts països i encara avui és capaç de fer front a les armes més modernes. També és un popular fusell d'ús civil i esportiu.
Donat el seu gran ús, especialment entre les forces armades de governs, se'l coneix com "la mà dreta del món lliure". cal destacar que hi ha qui opina que aquest és un fusell d'assalt, si ben no és així posat que és un fusell de combat.

## Desenvolupament
La història del FAL va començar al final de la Segona Guerra Mundial, quan la utilitat dels fusells d'assalt estava sent remarcada per molts experts. L'any 1946, la Fabriqui Nationale d'Herstal (Fàbrica Nacional de Herstal o FN Herstal) de Bèlgica, va començar el desenvolupament de l'arma.
Al principi va ser dissenyat per usar el cartutx alemany de poder intermedi 7,92 x 33, o 7,92 mm Kurz (Curt), que va utilitzar l'MP44 o Sturmgewehr 44, el primer fusell d'assalt del món, també d'origen alemany. Aquest cartutx era un típic 7,92 "retallat" per aconseguir que el foc en ràfega fos més controlable. El grup de disseny estava dirigit per Dieudonne Saive, qui també treballava en un fusell de combat que utilitzava el cartutx 7,92 x 57 Mauser (després aquest disseny va evolucionar en el SAFN-49). Per això no és rar que tots dos fusells s'assemblin en els aspectes mecànics.
Igualment, a finals de la dècada de 1940, Bèlgica i Gran Bretanya van pensar utilitzar un cartutx més petit, el .280 British o 7 x 43, per seguir els desenvolupaments. El 1950, els prototips belgues del FAL i els prototips britànics del EM-2 (un fusell avançat per a època, amb disseny bullpup), van ser examinats per l'Exèrcit dels Estats Units. El FAL va impressionar a les autoritats militars, però la idea d'un cartutx de poder intermedi no els satisfeia, i de fet tal vegada no la van entendre. La idea del cartutx de poder intermedi, desenvolupada pels alemanys, era per aconseguir una arma molt més precisa en el foc amb ràfegues, ja que disparava projectils amb menor potència.
No obstant això, els nord-americans pensaven utilitzar un cartutx més potent, dissenyat per ells: el T65, el qual impulsaven com a cartutx estàndard de l'OTAN en 1953-1954. El temps va demostrar el seu error: els fusells de tan alt calibre (incloent al FAL i al M14) amb prou feines podien controlar-se en foc automàtic i acabaven sent utilitzats com a fusells semiautomàtics. Una dècada més tard van canviar d'idea i van imposar el seu cartutx 5,56 x 45 OTAN, però aquesta és una altra història.
En definitiva, la FN Herstal veia que el seu fusell no podria competir si no canviava la munició que utilitzava, com va passar amb el EM-2. Llavors els especialistes van canviar aquest detall de l'arma, fent que disparés la munició 7,62 x 51 OTAN, que seria oficial per als països de l'OTAN. Els primers models que empleaban aquest cartutx van estar llests el 1953.